# 김형수 (1955년)
김형수(金炯洙, 1955년 1월 7일 ~ )은 대한민국의 정치인이다. 제8대 경기도 구리시의원을 지냈다.

## 학력
- 세계사이버대학 사회복지학과 졸업

## 경력
- 조선일보 구리지국장
- 한국경제신문 구리지국장
- 국민일보 구리지국장
- 제17대 경기도 구리시 호남향우회장
- 구리시 교문로타리 회원
- 평화민주당 구리시 지역위원회 부위원장
- 민주당 구리지역위원회 사무국장
- 윤호중 국회의원 정책보좌관
- 민주평화통일자문회의 구리시 협의회 자문위원
- 서울삼육고등학교 운영위원장
- 더불어민주당 상무위원 겸 부위원장
- 2018.07 ~ 2022.06 제8대 경기도 구리시의회 의원
- 2018.07 ~ 2020.07 제8대 경기도 구리시의회 전반기 부의장
- 2020.07 ~ 2022.06 제8대 경기도 구리시의회 후반기 의장

## 역대 선거 결과
|  | 55.02% |

|  | 40.10% |